# Baslmühle
Baslmühle ist ein ehemaliger Ortsteil der Gemeinde Schwarzhofen im Oberpfälzer Landkreis Schwandorf (Bayern).

## Geographische Lage
Baslmühle befand sich am Ostrand von Schwarzhofen am Baslmühlbach, der etwa drei Kilometer weiter nordöstlich am Südhang der 493 Meter hohen Krimlinghöhe entspringt und etwa zwei Kilometer weiter westlich in die Schwarzach mündet.

## Geschichte
Seit 1622 wurde Schwarzhofen in den Steuerlisten mit zwei nicht näher benannten Mühlen und zwei Müllern aufgeführt. Es ist wahrscheinlich, dass Baslmühle eine dieser beiden Mühlen war. Unter dem Namen Baslmühle tauchte sie aber erst Anfang des 19. Jahrhunderts auf.
Entsprechend einer Verordnung von 1808 wurde das Landgericht Neunburg vorm Wald in 55 Steuerdistrikte unterteilt. Dabei bildete Schwarzhofen mit den Ortschaften Klosterhäuser, Baslmühle und Ziegelhof einen Steuerdistrikt. Baslmühle hatte zu dieser Zeit ein Anwesen und befand sich im Besitz des Schwarzhofener Bürgers S. Melldretter.
1964 wurde Baslmühle noch als Ortsteil von Schwarzhofen aufgeführt.
Baslmühle wurde laut Amtlichem Ortsverzeichnis 1991 nicht mehr als separater Ortsteil angesehen, sondern zu Schwarzhofen gezählt.